# Privado (álbum)
Privado es el quinto álbum de estudio de la banda de pop rock española Gabinete Caligari, publicado en 1989.

## Historia
Tras el enorme éxito de su anterior trabajo, Camino Soria (1987), la banda se enfrentaba al difícil reto de publicar un nuevo álbum a la altura de las circunstancias. De esta manera en 1989 ve la luz Privado. El disco supone un nuevo giro de estilo, algo habitual ya en la historia del grupo, volviendo al 'rock torero' y castizo que caracterizó el álbum Al calor del amor en un bar (1986).
El álbum recibió una buena acogida por parte del gran público, llegando a ser uno de los discos más vendidos del año en España, gracias en parte al exitoso sencillo La culpa fue del cha-cha-cha. Al lanzamiento del disco le siguió una interminable gira, llegando a llenar la plaza de toros de Las Ventas en Madrid, alcanzando así Gabinete Caligari el punto culminante de su carrera pero también en buena parte el inicio de su declive.

## Lista de canciones
- Palabra de honor (3:00).
- Amor de madre (2:47).
- Profesional (3:41).
- Amor prohibido (3:09).
- Privado (4:28).
- Mi buena estrella (3:50).
- Sólo se vive una vez (2:31).
- La culpa fue del cha-cha-cha (3:34).
- Ella es dulce (3:08).
- Tomando el 'airecico'  (4:20).